# علی بوجسیم
علی محمد بوجسیم ، (متولد ۹ سپتامبر ۱۹۵۹) یک داور بازنشسته فوتبال از امارات متحده عربی است که بیشتر به خاطر قضاوت در سه جام جهانی مشهور است : ۱۹۹۴ (دو مسابقه) ، ۱۹۹۸ (سه بازی) و ۲۰۰۲ (دو مسابقه).